# Голос. Діти (шостий сезон)

## Голос. Діти 6 сезон
Шостий сезон шоу «Голос. Діти» — українське вокальне талант-шоу виробництва «1+1 Продакшн». Прем'єра довгоочікуваного шостого сезону запланована на 2025 рік. 
Джерело: Кастинг 1+1 ПРОДАКШН - Голос. Діти

## Наосліп
| Випуск  | Тренери та їхні учасники | Тренери та їхні учасники | Тренери та їхні учасники | Тренери та їхні учасники |
| Випуск  | N/A                      | N/A                      | N/A                      |                          |
| ------- | ------------------------ | ------------------------ | ------------------------ | ------------------------ |
| 01      |                          |                          |                          |                          |
| 02      |                          |                          |                          |                          |
| 03      |                          |                          |                          |                          |
| 04      |                          |                          |                          |                          |
| Загалом | N/A                      | N/A                      | N/A                      |                          |